# FC Sheriff Tiraspol
Fotbal Club Sheriff (tiếng Nga: ФК Шериф Тирасполь), thường được gọi là Sheriff Tiraspol hoặc đơn giản là Sheriff, là một câu lạc bộ Bóng đá Moldova có trụ sở tại Tiraspol, một thành phố nằm trong de jure không được Cộng hòa Moldavian Pridnestrovian (Transnistria) công nhận. Được thành lập vào năm 1997 với tên Tiras Tiraspol và đổi tên vào năm sau là Sheriff, câu lạc bộ nhanh chóng gây dựng tên tuổi trong nền bóng đá Moldova.
"The Wasps" đã ra mắt tại giải hạng nhất vào mùa giải 1998–99, khi họ cũng giành được chiếc cúp đầu tiên, Cúp bóng đá Moldova. Kể từ đó, họ đã tích lũy được 19 danh hiệu vô địch, 10 Cúp và bảy Siêu cúp - tất cả đều là kỷ lục giải đấu. Tại đấu trường châu Âu, Sheriff đã 4 lần lọt vào vòng bảng UEFA Europa League và trở thành đội Moldova đầu tiên lọt vào vòng bảng của UEFA Champions League vào năm 2021.
Câu lạc bộ lấy tên hiện tại từ nhà tài trợ chính, một công ty hoạt động trong nhiều ngành khác nhau ở trạng thái ly khai. Các trận đấu trên sân nhà được chơi với trang phục màu vàng và đen. Sân vận động Sheriff là nơi câu lạc bộ chuyển đến vào năm 2002 và có sức chứa 12.746 người.

## Lịch sử
Câu lạc bộ ban đầu được thành lập vào năm 1996 và được giới thiệu tại Moldova "B" Division với tên gọi FC Tiras Tiraspol. Vào ngày 4 tháng 4 năm 1997, cựu cảnh sát Victor Gușan, một nhân viên của tập đoàn an ninh Sheriff, và là nhà tài trợ chính, đã đổi tên lại là FC Sheriff Tiraspol.
Sheriff đã đạt được thăng hạng lên hạng hai của bóng đá Moldova, Moldova "A" Division, và dưới sự dẫn dắt của Ahmad Alaskarov, được giao nhiệm vụ dẫn dắt đội đến giải hạng nhất Moldova. Cuối năm đó, câu lạc bộ đã giành chức vô địch với 14 điểm, được thăng hạng lên Divizia Națională. Câu lạc bộ đã giành được danh hiệu lớn đầu tiên với Cúp Moldova năm 1999. Trong trận chung kết tại Republican Stadium, Sheriff đã ghi bàn gỡ hòa ở phút bù giờ trước khi giành chiến thắng trước Constructorul Chișinău 2-1 sau hiệp phụ. Chức vô địch giải quốc gia đầu tiên của Sheriff là ở mùa giải 2000–01, cũng bao gồm chiến thắng thứ hai tại Moldova Cup khi họ đánh bại Nistru Otaci trên chấm phạt đền sau trận đấu không bàn thắng. Chức vô địch giải đấu là lần đầu tiên trong chuỗi 10 trận liên tiếp cho đến năm 2010, bao gồm cả các chức vô địch cúp liên đoàn vào các năm 2002, 2006 và 2008–10. Sheriff từng giành Siêu cúp Moldova từ năm 2004 đến năm 2010, nhưng không phải thi đấu một trận nào trong bốn lần do chiến thắng mặc định thông qua một cú đúp. Sheriff đã bị Dacia Kishinev từ chối danh hiệu thứ 11 liên tiếp ở 2010–11, nhưng đã đòi lại danh hiệu vào mùa giải sau đó. Ở 2014–15, Sheriff một lần nữa đánh mất chức vô địch dù bằng điểm với cả Milsami Orhei và Dacia Kishinev với 55 điểm; Milsami sẽ cán đích ở vị trí đầu tiên vì thành tích đối đầu vượt trội so với Sheriff và Dacia, với Dacia thứ hai và Sheriff thứ ba, mặc dù Sheriff có hiệu số bàn thắng bại vượt trội so với các câu lạc bộ.
Đội đã giành được Cúp các quốc gia độc lập vào năm 2003 và 2009, trở thành đội đầu tiên của Moldova giành được một danh hiệu quốc tế. Sheriff là câu lạc bộ đầu tiên ở Moldova ký hợp đồng với các cầu thủ đến từ Brazil và châu Phi.

### Tại châu Âu

#### UEFA Europa League
Từ 2001–02 đến 2008–09, câu lạc bộ đã cố gắng lọt vào vòng bảng ở UEFA Champions League hàng năm, nhưng lần nào cũng thất bại ở vòng sơ loại thứ hai. Vận may ở châu Âu của họ được cải thiện sau năm 2009. Sheriff đã xuất hiện trong ba vòng bảng UEFA Europa League (2009–10, 2010–11, 2013–14) với kết quả tốt, mặc dù họ đã không vượt qua được vòng loại trực tiếp. Vào năm 2017, họ đã vượt qua vòng loại vòng bảng lần thứ tư, sau khi đánh bại đội được yêu thích Legia Warsaw bằng bàn thắng trên sân khách ở vòng play-off.

#### UEFA Champions League 2021–22
Tại UEFA Champions League 2021–22, Sheriff trở thành đội Moldova đầu tiên lọt vào vòng bảng của giải đấu sau chiến thắng chung cuộc 3–0 trước Dinamo Zagreb. Tại đây, họ rơi vào Bảng D - nơi có sự xuất của Inter Milan, Real Madrid và Shakhtar Donetsk. Vào ngày 15 tháng 9, Sheriff thắng 2–0 trận mở màn vòng bảng trước Shakhtar Donetsk, tiếp theo là trận chiến thắng 2-1 trên sân khách trước Real Madrid tại Santiago Bernabéu vào ngày 28 tháng 9, với bàn thắng của Sébastien Thill ở phút 89.

## Sân vận động
Sân vận động Sheriff là sân nhà của Sheriff Tiraspol và thuộc sở hữu của tập đoàn Sheriff. Việc xây dựng sân bắt đầu vào ngày 1 tháng 8 năm 2000, hoàn thành vào tháng 5 năm 2002, chính thức mở cửa vào tháng 7 năm 2002. Sân được cải tạo vào năm 2011. Sân vận động có sức chứa 12.746 khán giả và đủ điều kiện cho các sự kiện quốc tế của FIFA/UEFA. Ngoài Sheriff, sân vận động còn tổ chức các trận đấu của FC Tiraspol và Đội tuyển quốc gia Moldova. Ngoài nhà thi đấu chính của Sheriff Sports Complex, còn có một sân vận động 8.000 chỗ ngồi là Malaya Sportivnaya Arena, cũng nằm trong cùng một khu phức hợp, cùng với tám sân tập, một trung tâm huấn luyện có mái che, nhà ở cho các cầu thủ, một trường cao đẳng cho sinh viên và một khách sạn năm sao.

## Các cầu thủ
Tính đến 20 tháng 8 năm 2021
Ghi chú: Quốc kỳ chỉ đội tuyển quốc gia được xác định rõ trong điều lệ tư cách FIFA. Các cầu thủ có thể giữ hơn một quốc tịch ngoài FIFA.
| Số | VT | Quốc gia             | Cầu thủ                            |
| -- | -- | -------------------- | ---------------------------------- |
| 1  | TM | Moldova              | Dumitru Celeadnic                  |
| 2  | HV | Colombia             | Danilo Arboleda                    |
| 3  | HV | Malawi               | Charles Petro                      |
| 6  | HV | Bosna và Hercegovina | Stjepan Radeljić                   |
| 7  | TV | Ukraina              | Andriy Bliznichenko                |
| 8  | HV | Moldova              | Alexandr Belousov                  |
| 9  | TĐ | Mali                 | Adama Traoré                       |
| 10 | TĐ | Colombia             | Frank Castañeda (đội trưởng)       |
| 11 | TĐ | Slovenia             | Lovro Bizjak                       |
| 13 | HV | Brasil               | Fernando                           |
| 15 | HV | Brasil               | Cristiano                          |
| 16 | HV | Trinidad và Tobago   | Keston Julien                      |
| 17 | TV | Colombia             | Hansel Zapata (mượn từ La Equidad) |
| 18 | TV | Mali                 | Moussa Kyabou (mượn từ USC Kita)   |

| Số | VT | Quốc gia      | Cầu thủ                                      |
| -- | -- | ------------- | -------------------------------------------- |
| 19 | TV | Moldova       | Serafim Cojocari                             |
| 20 | TV | Bắc Macedonia | Boban Nikolov                                |
| 21 | TV | Ghana         | Edmund Addo                                  |
| 22 | TV | Hy Lạp        | Dimitris Kolovos                             |
| 23 | TĐ | Bờ Biển Ngà   | Nadrey Dago                                  |
| 26 | TM | Serbia        | Dušan Marković                               |
| 30 | TM | Hy Lạp        | Giorgos Athanasiadis (mượn từ AEK Athens)    |
| 31 | TV | Luxembourg    | Sébastien Thill (mượn từ Progrès Niederkorn) |
| 33 | TM | Moldova       | Serghei Pașcenco                             |
| 55 | HV | Perú          | Gustavo Dulanto                              |
| 70 | TĐ | Moldova       | Henrique Luvannor                            |
| 77 | TV | Brasil        | Bruno                                        |
| 98 | TV | Moldova       | Maxim Cojocaru                               |
| 99 | TĐ | Guinée        | Momo Yansané                                 |

## Danh hiệu
| Kiểu       | Giải                       | Số danh hiệu | Mùa giải |
| ---------- | -------------------------- | ------------ | --- |
| Trong nước | Moldovan National Division | 21           | 2000–01, 2001–02, 2002–03, 2003–04, 2004–05, 2005–06, 2006–07, 2007–08, 2008–09, 2009–10, 2011–12, 2012–13, 2013–14, 2015–16, 2016–17, 2017, 2018, 2019, 2020–21, 2021/22, 2022/23 |
| Trong nước | Moldovan "A" Division      | 1            | 1997–98 |
| Trong nước | Moldovan Cup               | 10           | 1998–99, 2000–01, 2001–02, 2005–06, 2007–08, 2008–09, 2009–10, 2014–15, 2016–17, 2018–19                                                                                           |
| Trong nước | Moldovan Super Cup         | 7            | 2003, 2004, 2005, 2007, 2013, 2015, 2016 |
| Quốc tế    | CIS Cup                    | 2            | 2003, 2009 |

## Thống kê
- Thi đấu nhiều nhất (443): Vazha Tarkhnishvili
- Ghi nhiều bàn thắng nhất (71): Alexey Kuchuk
- Chiến thắng đậm nhất (19 tháng 10 năm 2005, Moldovan Cup): Sheriff–Viitorul Orhei, 16–0
- Thất bại đậm nhất (UEFA Champions League, 25 tháng 7 năm 2001): Anderlecht–Sheriff, 4–0[2]
- Chiến thắng đậm nhất tại cúp châu Âu (23 tháng 7 năm 2013): Sheriff–Sutjeska, 5–0
- Số lần xuất hiện tại UEFA Champions League: 13
- Số lần xuất hiện tại UEFA Europa League: 7
- Thi đấu nhiều nhất tại cúp châu Âu: Vazha Tarkhnishvili (54)
- Ghi bàn nhiều nhất tại cúp châu Âu: Ziguy Badibanga (8)[15]

## Ban huấn luyện
Tính đến ngày 9 tháng 3 năm 2021
 
|